# Tashkent Open 2014 - Qualificazioni singolare
Le qualificazioni del singolare  del Tashkent Open 2014 sono state un torneo di tennis preliminare per accedere alla fase finale della manifestazione. I vincitori dell'ultimo turno sono entrati di diritto nel tabellone principale. In caso di ritiro di uno o più giocatori aventi diritto a questi sono subentrati i lucky loser, ossia i giocatori che hanno perso nell'ultimo turno ma che avevano una classifica più alta rispetto agli altri partecipanti che avevano comunque perso nel turno finale.

## Teste di serie
1. Lesja Curenko (qualificata)
2. Julija Putinceva (primo turno)
3. Maryna Zanevs'ka (qualificata)
4. Marta Sirotkina (primo turno)

1. Nadežda Kičenok (ultimo turno)
2. Hiroko Kuwata (ultimo turno)
3. Ljudmyla Kičenok (qualificata)
4. Risa Ozaki (ultimo turno)

## Qualificate
1. Lesja Curenko
2. Ljudmyla Kičenok

1. Maryna Zanevs'ka
2. Margarita Gasparjan

## Tabellone

### Legenda
| - Q = Qualificato - WC = Wild card - LL = Lucky loser | - ALT = Alternate - SE = Special Exempt - PR = Protected Ranking | - w/o = Walkover - r = Ritirato - d = Squalificato |

### Sezione 1
|  | Primo turno | Primo turno    | Primo turno    | Primo turno | Primo turno |  |  | Ultimo turno | Ultimo turno  | Ultimo turno  | Ultimo turno | Ultimo turno |  |
|  |             |                |                |             |             |  |  |              |               |               |              |              |  |
|  | 1           | Lesja Curenko  | Lesja Curenko  | 6           | 6           |  |  |              |               |               |              |              |  |
|  |             | Ksenija Lykina | Ksenija Lykina | 3           | 2           |  |  | 1            | Lesja Curenko | Lesja Curenko | 6            | 6            |  |
|  | WC          | Ani Vangelova  | Ani Vangelova  | 1           | 0           |  |  | 6            | Hiroko Kuwata | Hiroko Kuwata | 0            | 4            |  |
|  | 6           | Hiroko Kuwata  | Hiroko Kuwata  | 6           | 6           |  |  |              |               |               |              |              |  |

### Sezione 2
|  | Primo turno | Primo turno        | Primo turno      | Primo turno | Primo turno |  |  | Ultimo turno | Ultimo turno       | Ultimo turno       | Ultimo turno | Ultimo turno |  |
|  |             |                    |                  |             |             |  |  |              |                    |                    |              |              |  |
|  | 2           | Julija Putinceva   | 6                | 4           | 0           |  |  |              |                    |                    |              |              |  |
|  |             | Oksana Kalašnikova | 4                | 6           | 6           |  |  |              | Oksana Kalašnikova | Oksana Kalašnikova | 1            | 4            |  |
|  | WC          | Arina Folts        | Arina Folts      | 4           | 5           |  |  | 7            | Ljudmyla Kičenok   | Ljudmyla Kičenok   | 6            | 6            |  |
|  | 7           | Ljudmyla Kičenok   | Ljudmyla Kičenok | 6           | 7           |  |  |              |                    |                    |              |              |  |

### Sezione 3
|  | Primo turno | Primo turno      | Primo turno      | Primo turno | Primo turno |  |  | Ultimo turno | Ultimo turno     | Ultimo turno | Ultimo turno | Ultimo turno |  |
|  |             |                  |                  |             |             |  |  |              |                  |              |              |              |  |
|  | 3           | Maryna Zanevs'ka | Maryna Zanevs'ka | 6           | 6           |  |  |              |                  |              |              |              |  |
|  |             | Vlada Ėkšibarova | Vlada Ėkšibarova | 2           | 1           |  |  | 3            | Maryna Zanevs'ka | 610          | 6            | 6            |  |
|  |             | Sabina Sharipova | Sabina Sharipova | 4           | 3           |  |  | 5            | Nadežda Kičenok  | 712          | 1            | 4            |  |
|  | 5           | Nadežda Kičenok  | Nadežda Kičenok  | 6           | 6           |  |  |              |                  |              |              |              |  |

### Sezione 4
|  | Primo turno | Primo turno         | Primo turno         | Primo turno | Primo turno |  |  | Ultimo turno | Ultimo turno        | Ultimo turno | Ultimo turno | Ultimo turno |  |
|  |             |                     |                     |             |             |  |  |              |                     |              |              |              |  |
|  | 4           | Marta Sirotkina     | Marta Sirotkina     | 6(1)        | 4           |  |  |              |                     |              |              |              |  |
|  |             | Margarita Gasparjan | Margarita Gasparjan | 7           | 6           |  |  |              | Margarita Gasparjan | 6            | 5            | 6            |  |
|  |             | Ankita Raina        | 2                   | 6           | 1           |  |  | 8            | Risa Ozaki          | 0            | 7            | 2            |  |
|  | 8           | Risa Ozaki          | 6                   | 4           | 6           |  |  |              |                     |              |              |              |  |